# Klappe (Blasinstrument)
Klappen (englisch key, französisch clef, italienisch chiave) dienen bei Holzblasinstrumenten (selten auch bei manchen frühen Blechblasinstrumenten) dazu, Tonlöcher zu verschließen, die aufgrund der Größe oder Bauart des Instruments der normalen Handhaltung nicht zugänglich sind oder die zum Verschließen mit der Fingerkuppe zu groß sind.

## Entstehung
Die ersten, einfachen Holzblasinstrumente waren Flöten, bei denen die Tonlöcher für die Finger gut erreichbar waren. Bei den kleineren (höheren) Blockflöten ist dieses System bis heute zu sehen.
Mit der Weiterentwicklung der Instrumente und der Musik im Allgemeinen suchte man nach Möglichkeiten, den Tonumfang zu vergrößern und alle chromatischen Töne der Skala ausführen zu können. Je komplexer die Anforderungen wurden, desto schwieriger war es, diese Töne durch Griffkombinationen mit den bis dahin gewohnten Löchern zu erzeugen. Auch wurden zusätzliche Löcher eingeführt, die das Überblasen erleichterten oder die Intonation verbesserten, indem – unabhängig von der Ergonomie der Hand – die Tonlöcher an den akustisch richtigen Stellen des Rohres gebohrt wurden. Diese Löcher wurden mit Klappen versehen, einem Mechanismus, der quasi die Finger des Spielers verlängert (und/oder die Fingerkuppe vergrößert). Durch Klappen(kombinationen) konnte auch die Applikatur (Fingersatz) erleichtert werden und so wurden Zusatzklappen für bestimmte Triller, für das Verschließen von zwei Tonlöchern mit einem Finger („Doppelgriffklappe“) oder auch für das Legato-Spiel angebracht.
Klappen sind seit dem ersten Drittel des 16. Jahrhunderts nachweisbar; die geschlossenen Klappen scheinen erst im 17. Jahrhundert aufgekommen zu sein. Klappen an Blechblasinstrumenten zu Beginn des 19. Jahrhunderts konnten sich gegenüber den Vorteilen der etwa gleichzeitig erfundenen Ventile nicht durchsetzen. Bei  Holzblasinstrumenten wie Querflöte und Klarinette ist die von Theobald Böhm Mitte des 19. Jahrhunderts entwickelte Klappenmechanik mit verlängerten Hebelarmen bis heute technischer Standard.

## Funktion

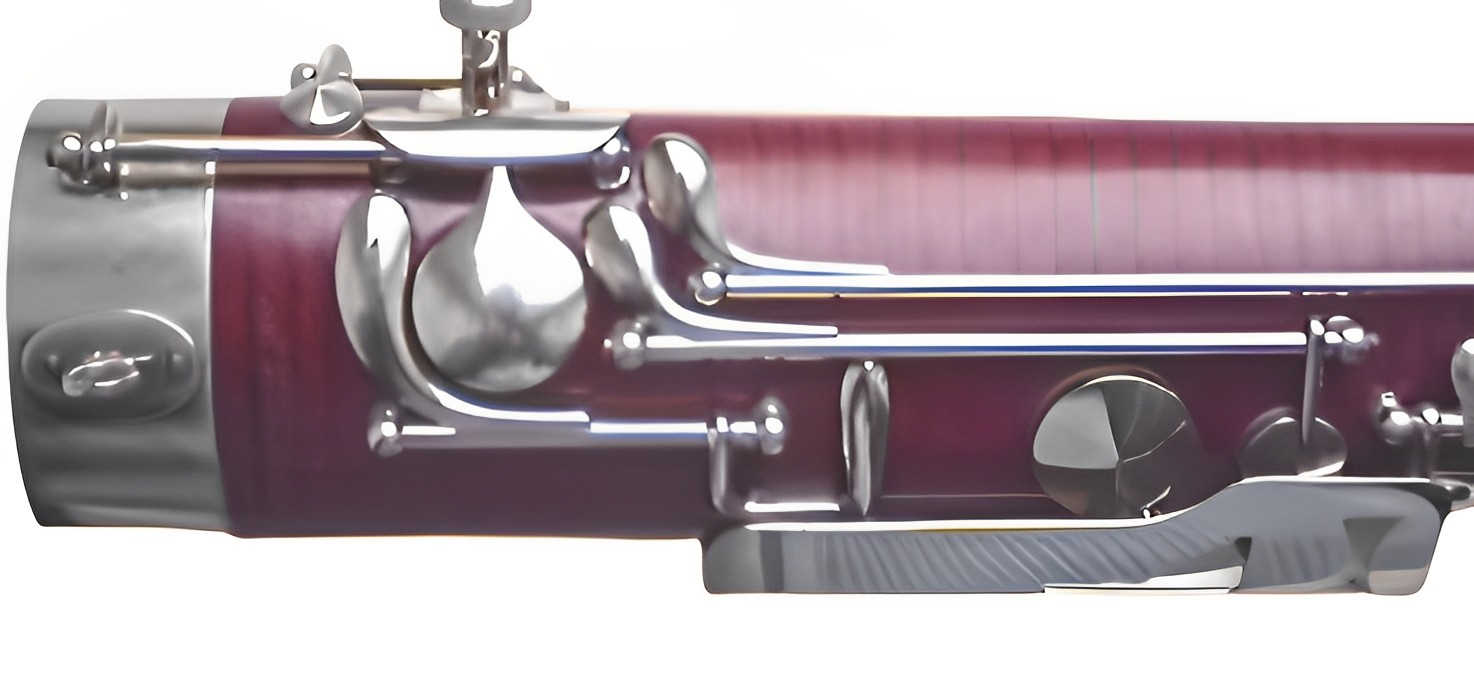
Klappen am Unterteil des Fagotts

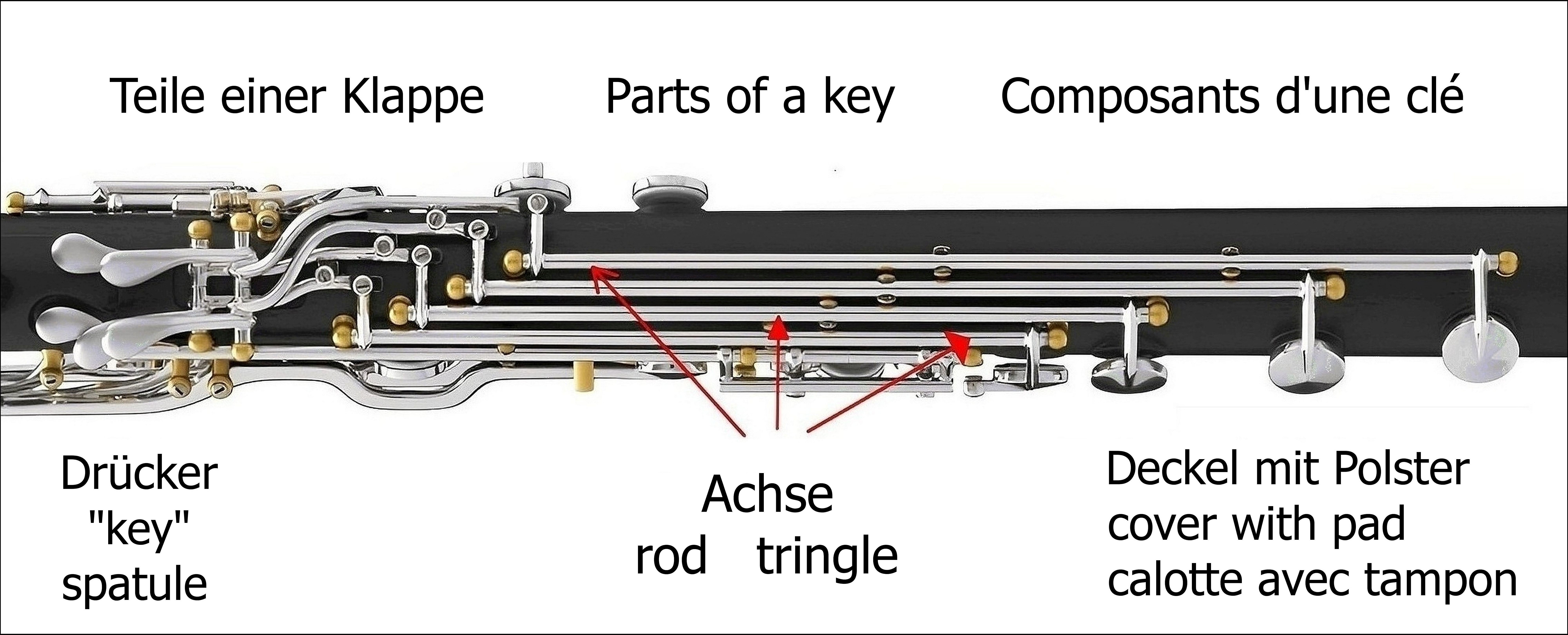
Klappen: bestehend aus Drückern, Achsen und Deckeln mit Polstern (hier: Daumenklappen einer Bassettklarinette (deutsches System))

Eine Klappe besteht einerseits aus dem Polster (Kissen), das, an einer runden Metallscheibe (Deckel) angebracht, das Tonloch abdeckt. Mit verschiedenen mechanischen Konstruktionen aus Metallstangen wird sie mit der Fingerklappe verbunden, die durch Drücken das Loch öffnen oder schließen kann.
Auf der Detailabbildung eines Fagotts sind rechts unten zwei Tonlöcher mit Deckeln, von denen das rechte gut sichtbar zur Klappe in der Mitte des Bildes führt. Es handelt sich um die Klappe für das große Fis. Sie wird wie die anderen drei Klappen links vom rechten Daumen des Spielers betätigt, wobei die runde Taste in der Mitte (das große E) der eigentliche Klappendeckel mit dem Polster selbst ist; dieses Tonloch ist am modernen Fagott zu groß, um vom Daumen allein abgedeckt werden zu können (am Barockfagott ist an dieser Stelle ein kleineres Loch ohne Klappe).

## Terminologie
Man unterscheidet:
- nach der Spielfunktion:
  - Bindeklappe: Dient der Erleichterung von Legato-Bindungen bestimmter Töne (englisch slur, französisch ligature, italienisch legatura).
  - Doppelgriffklappe (Saxophon und Klarinette): Zwei Klappen werden mit einem Finger betätigt (engl. double-plate key, frz. double clef, ital. raddoppia, chiave di comodità); nicht mit den Doppelgriffen der Streicher zu verwechseln.
  - Trillerklappe: Dient der Erleichterung von bestimmten Trillern (engl. trill/shake key, frz. clef du/pour trille, ital. chiave del trillo).
  - Oktavklappe (auch Überblas- oder Schleifklappe): Dient zur Erleichterung des Überblasens; ist auf der Unterseite des Rohres angebracht (engl. speaker key, frz. clef d’octave, ital. portavoce).
    - bei Klarinetten: Duodezklappe  (auch Registerklappe), Klappe zum Überblasen (Klarinetten überblasen in die Duodezime, nicht in die Oktave); circa 1690 von Johann Christoph Denner erfunden. Bassklarinetten hatten zwei Duodezklappen (Doppelklappe), die heutigentags durch mechanische Lösungen auf eine reduziert sind.
- nach der Bauart:
  - offene Klappe: Hält in ihrer Normalstellung durch Federdruck (Blattfeder oder Nadelfeder) ein Loch offen (engl. open key, frz. clef ouverte, ital. chiave aperta).
  - geschlossene Klappe: Schließt in ihrer Normalstellung durch Federdruck ein Loch (engl. closed key, frz. clef fermée, ital. chiave chiusa).
  - Kippklappe: Einfache Klappe, bei der ein Hebel über ein Lager das Polster auf das Loch senkt. Sie wird durch Blattfedern zurückgestellt.
  - Drehklappe: Die Bewegung des Hebels wird durch eine am Rohr entlangführende Welle (Achse) auf den Deckel übertragen. Sie wird durch Nadelfedern zurückgestellt (engl. key on rod, frz. clef à tringle, ital. cannetta con perno, profilato contropunte).
  - Plateauklappe: Eine ungelochte Klappe.
  - Ringklappe: Ein ringförmiger Betätigungshebel, der über einem offenen Griffloch liegt und beim Greifen die Klappe über einem anderen Tonloch mitbewegt. Die Ringklappe wurde 1808 von Rev. Fred. Nolan erfunden. 1832 von Theobald Böhm auf die Querflöte und Anfang der 1840er Jahre durch den Klarinettisten Hyacinthe Klosé und den Flötenbauer Luis Auguste Buffet auf die neu entwickelte Böhm-Klarinette (siehe Böhm-System (Klarinette)) übertragen.[1] (engl. ring key, brille, frz. anneau mobile, ital. chiave ad anello).
  - Löffelklappe: Mechanismus zum Schließen auch größerer („versenkter“) Löcher. 1813 von Iwan Müller erfunden.
  - Daumenklappe: Durch den Daumen betätigte Klappe zum Überblasen (engl. thumb-key, frz. clef du pouce, ital. chiave del pollice), bei Klarinetten mit Bechermechanik auch am Unterstück zur Bedienung der Tief E/F-Verbesserung, bei Bassettklarinetten auch Daumenklappen am Unterstück zur Bedienung der Bassettklappen (siehe Abbildung).
  - Brillenklappe: Die Kombination einer Ringklappe mit einer Plateauklappe, von Adolphe Sax erfunden.
  - Wasserklappe: Bei Blechblasinstrumenten Klappe zum Ausfließenlassen des Kondenswassers (vom Spieleratem) (engl. water key, frz. clef d'eau, ital. chiave dell'acqua/di scala).
- Klappenmechanik (engl. keywork, frz. mecanisme des clefs, ital. meccanismo delle chiavi)
  - Klappenanordnung (engl. key-arrangement, frz. disposition des clefs, ital. disposizione delle chiavi).
  - Klappenloch: Ist entweder „einfach“ oder „versenkt“ (bei Klarinetten), hat einen Rand oder ist „flach“ (engl. key hole, frz. trou de clef, ital. foro della chiave).
  - Klappenpolster: Der gepolsterte Verschlussdeckel für das Tonloch; anfangs aus Filz, später (entwickelt von Iwan Müller) aus weichem Leder (meist Ziegenleder) (engl. key cushion/pad, frz. tampon de clef, ital. tampone cuscinetto).
  - Klappenlöffel: Löffelförmiger Teil der Mechanik, auf dem das Polster sitzt (engl. key cap, frz. plateau/plaque de clef, ital. piattello della chiave).
  - Klappenstengel: Der den Klappenlöffel und -stiel verbindende Teil (engl. shank, pipe, frz. rouleau, ital. coda della chiave).
  - Klappenhebel: Der Teil des Klappenmechanismus, auf dem der Finger aufliegt (engl. key lever, frz. levier/languette de clef, ital. leva della chiave, tasto).